# Ʋ̴
Le v de ronde tilde inscrit ou v crocheté tilde inscrit, ʋ̴, est une lettre additionnelle de l’alphabet phonétique international pouvant être utilisé pour la transcription phonétique. Elle est composée d’un v de ronde diacrité d’un tilde inscrit.

## Utilisation
Dans l’alphabet phonétique international, le v de ronde représente une consonne spirante labio-dentale voisée et le tilde inscrit indique une pharyngalisation ou vélarisation. La consonne spirante labio-dentale voisée pharyngalisée peut aussi être notée [ʋˤ] ou [ʋ͡ʕ] et la consonne spirante labio-dentale voisée vélarisée peut aussi être notée [ʋˠ] ou [ʋ͡ɣ].
Une consonne spirante labio-dentale voisée vélarisée est utilisée dans certains dialectes de l’anglais, par exemple J. C. Wells indique que l’accent juif anglais de Londres prononce un « dark [ʋ] » pour /r/.

## Représentation informatique
Le v de ronde tilde n’a pas de représentation informatique standardisée. Il peut être présenté à l’aide d’un caractère non standard ou à l’aide de la lettre v de ronde avec une diacritique tilde couvrant, ‹ ʋ̴ ›.